# Большеголовая черепаха
Большеголовая черепаха (лат. Platysternon megacephalum) — вид пресноводных черепа. Единственный вид семейства Platysternidae.

## Описание

### Внешний вид
Сравнительно небольшая черепаха, с панцирем длиной до 20 см, имеет несоразмерно крупную голову, покрытую сверху одним большим прочным щитком. Шея у неё длинная и подвижная, но голова из-за своей величины не втягивается в панцирь. Верхняя челюсть вооружена острым, направленным вниз клювом. Панцирь сильно уплощён, ноги и очень длинный хвост не могут полностью убираться внутрь, поэтому наружные части ног и хвост покрыты крупными роговыми щитками для защиты. Пальцы снабжены короткими, но крепкими когтями и не имеют перепонок.

### Распространение и среда обитания
Распространена в Южном Китае (включая остров Хайнань), Южной Мьянме, Бирме, Лаосе, Камбодже, Таиланде и Вьетнаме.
Обитает большеголовая черепаха в прозрачных и быстрых ручьях и речках с каменистым дном.

### Образ жизни
Днём большеголовая черепаха прячется под камнями или греется на солнце у самой воды, а в сумерках выходит на охоту. Свою пищу добывает как в воде, так и на суше, хорошо плавает, ловко лазает по крутым берегам и каменистым порогам, карабкается по наклонным стволам деревьев.

### Питание
Большеголовая черепаха поедает мелкую рыбу, а также моллюсков, червей и других беспозвоночных.

### Размножение
В период размножения самки откладывают по два яйца.

## Подвиды
Известны четыре подвида большеголовой черепахи:
- Platysternon megacephalum megacephalum Gray, 1831
- Platysternon megacephalum peguense Gray, 1870
- Platysternon megacephalum vogeli Wermuth, 1969
- Platysternon megacephalum tristernalis Tverson, 1986

## Большеголовая черепаха и человек
В странах Юго-Восточной Азии большеголовых черепах употребляют в пищу, из-за чего численность популяций сильно сокращается.

## Содержание в неволе
Черепаху содержат в закрытых акватеррариумах. Температура воды должна составлять 20—25°С, а воздуха 26—30°С. В водоём следует поместить камни и коряги, выступающие над поверхностью. Черепахи выбираются на них или прячутся в воде у основания. Также необходимы укрытия в воде, обладающие широким входом, чтобы черепахи в них не застревали.
В качестве корма используют новорожденных мышей, кусочки рыбы и лягушачье мясо.
Есть случаи успешного разведения этих животных в неволе.
- Молодая большеголовая черепаха